# Manichino

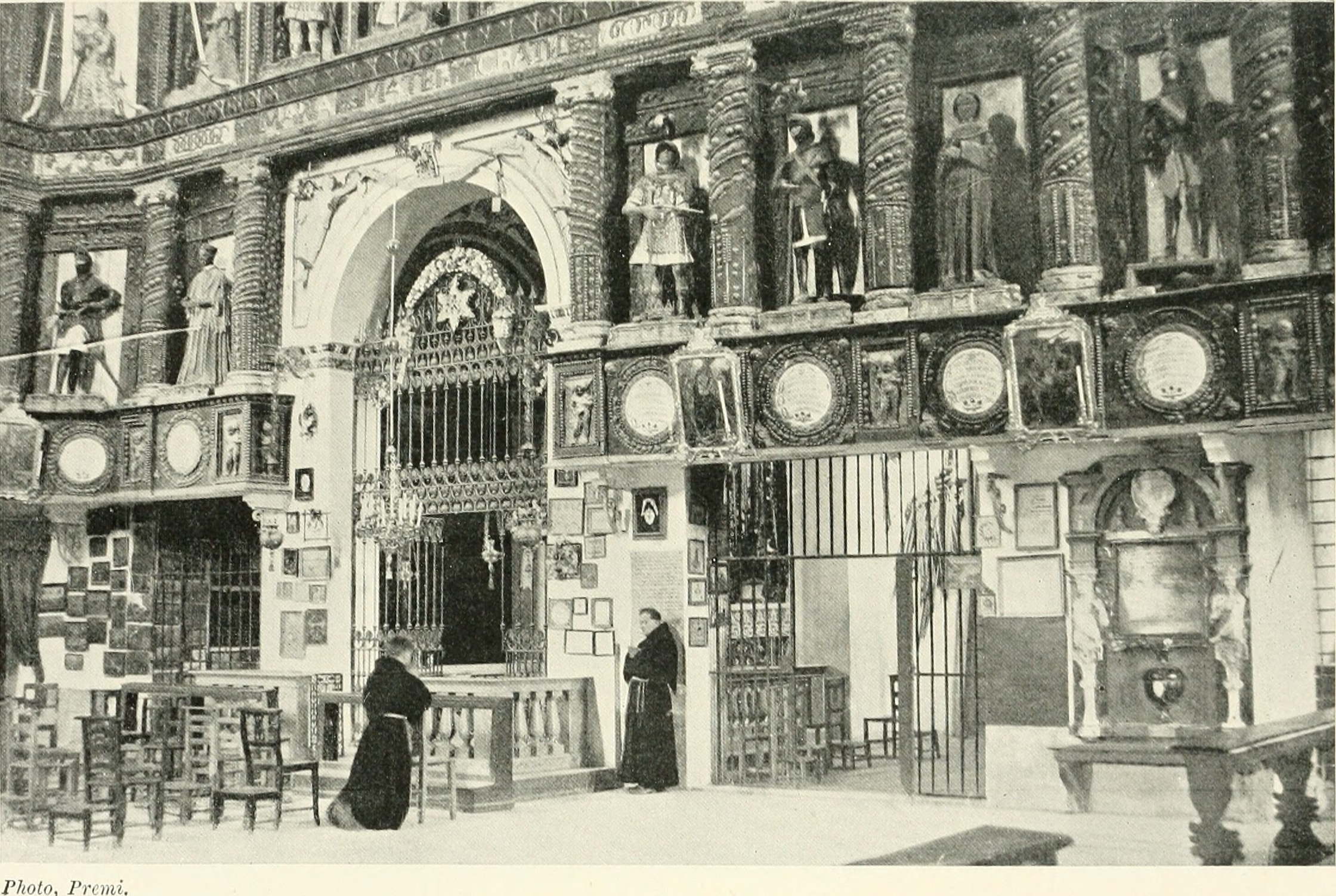
Interno del Santuario della Beata Vergine delle Grazie (Curtatone), in alto i manichini dipinti, secolo XVI, opera di frate Francesco da Acquanegra.

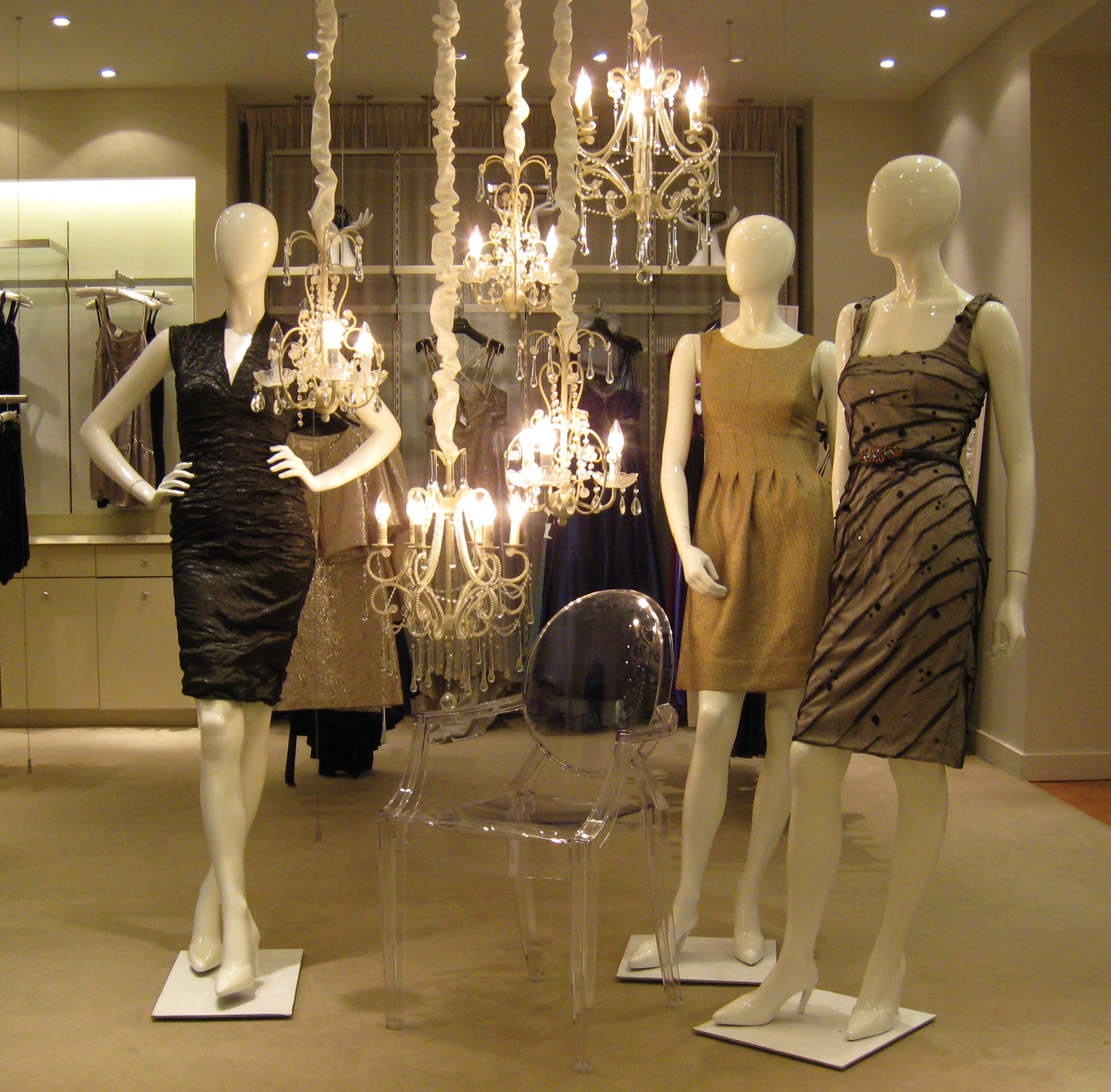
Manichini in vetrina

Il manichino è un oggetto che riproduce un essere umano (in parte o completamente) con le giuste proporzioni.

## Storia
La derivazione del nome è ancora incerta. Dal fiammingo manneken con significato di piccolo uomo. O dal francese manne, cesta, con riferimento ai cestai che con il vimini intrecciato realizzavano anche i manichini. Si hanno notizie scritte di manichini, in Europa, definiti come grandi bambole, già alla fine del 1300. Principalmente inviate, complete di un intero guardaroba, dalla corte parigina verso le altre corti europee. A Venezia, nel Settecento, durante la festa dell'Ascensione, venivano esposte grandi bambole abbigliate all'ultima moda francese. Erano chiamate Piavole de Franza (bambole di Francia). Bambole abbigliate all'europea partivano da Parigi e da Londra per soddisfare le più ricche famiglie d'Oltreoceano, in modo che le signore potessero scegliere i loro vestiti all'ultima moda. Dalla seconda metà dell'Ottocento, vennero utilizzate piccole bambole sulle quali le grandi sarte confezionavano, in proporzioni ridotte, copie delle loro creazioni. I manichini furono successivamente realizzati in cera per produrre un aspetto più realistico. Negli anni '20 del Novecento, la cera fu soppiantata da un composito più resistente realizzato con gesso.

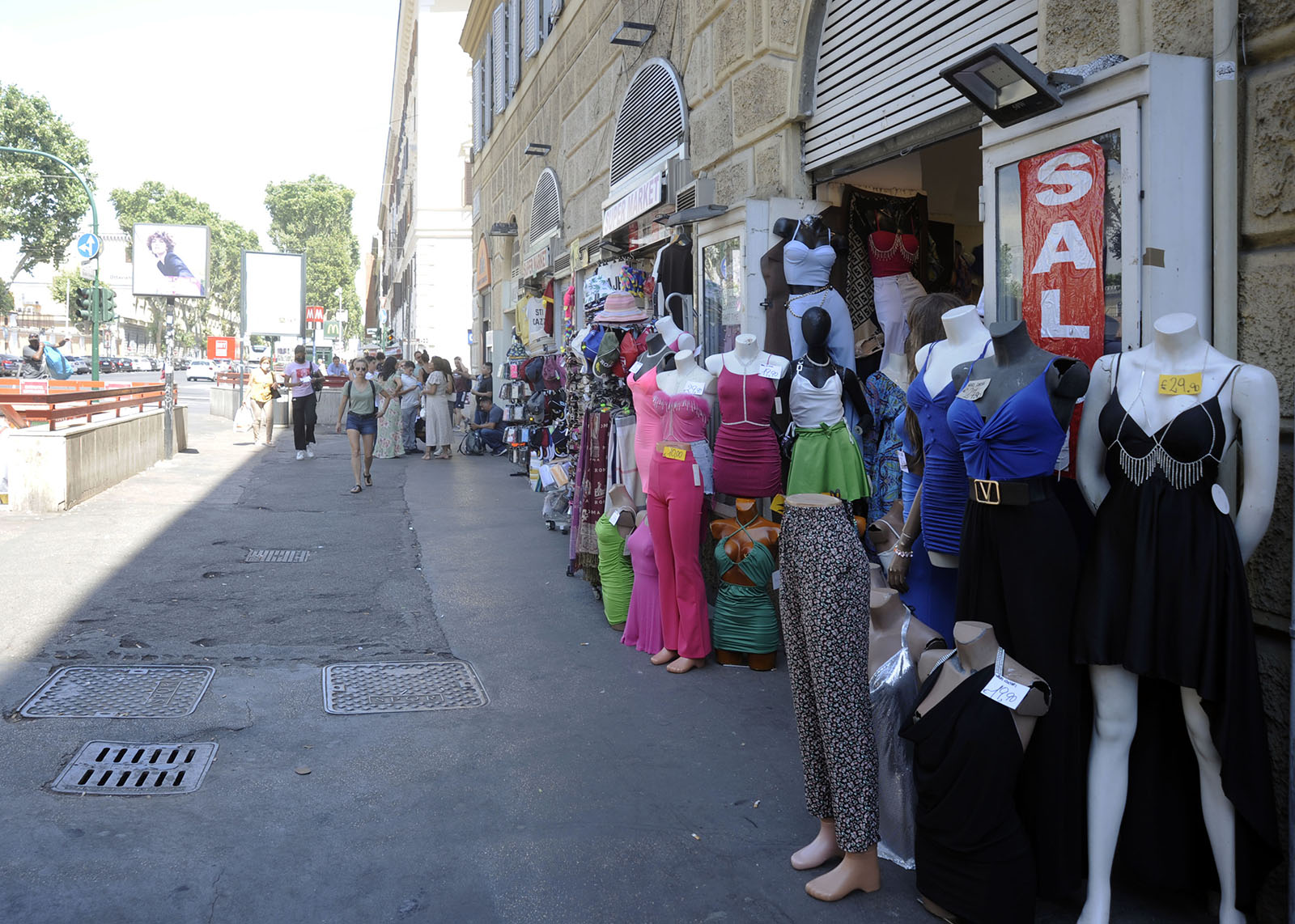
Manichini in strada a Roma nel 2022

I manichini moderni sono realizzati con una varietà di materiali, i principali sono la fibra di vetro e la plastica. I manichini in fibra di vetro sono generalmente più costosi di quelli in plastica, tendono a non essere così durevoli, ma sono significativamente più realistici. I manichini in plastica, d'altra parte, sono un'innovazione relativamente nuova nel campo dei manichini e sono costruiti per resistere al trambusto del traffico pedonale dei clienti di solito assistito nel negozio in cui sono collocati.

## Manichino da sartoria

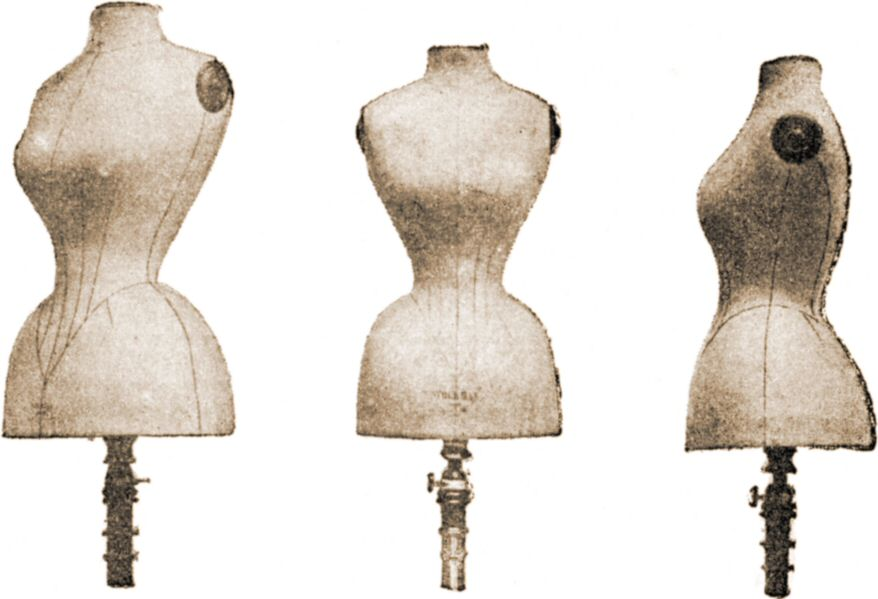
Manichini del 1893

Il manichino da sartoria, serve per provare gli abiti mentre si confezionano. La sua forma e taglia era determinata da un calco sulla persona.

### Struttura
Il manichino usato in sartoria ha solo la parte centrale del corpo, un torso: è cioè senza testa, braccia e gambe, al loro posto per reggerlo vi è una piantana, solitamente un treppiede. Formato da un guscio in cartapesta, legno o plastica, rivestito in tessuto. Ve ne sono che riproducono le forme femminili, da uomo e da bambino: si possono modificare aggiungendo o togliendo parte dell'imbottitura per adeguarli alla forma di uno specifico corpo.

### Taglie
Ogni manichino riproduce una taglia e le sartorie possono averne più di uno. Ovviamente non si può costruire un abito piccolo su un manichino di taglia grande, per ovviare al problema delle taglie vi è un modello regolabile composto da un guscio diviso in quattro parti con un meccanismo interno che permette di avvicinarle o allontanarle, tramite un selettore a vite, in modo da poter scegliere la taglia giusta. Per quelli da donna un congegno permette anche di regolare la sporgenza e la dimensione del seno.

## Manichino da vetrina
Serve per esporre capi d'abbigliamento, per cui riproduce la figura umana per intero. Ve ne sono sostanzialmente tre tipi: quello realistico, prodotto con lineamenti, colori e particolari che imitano le persone e quelli stilizzati, dove i colori e i lineamenti non rispettano la realtà e quelli amorfi, ovvero senza lineamenti. Costruito con parti smontabili, per poter essere vestito, e ruotabili, per potergli far prendere posizioni diverse. Il manichino da vetrina, così come lo conosciamo oggi, trova una diffusione a partire dalla seconda metà dell'Ottocento, a Parigi, con la nascita dei Grandi Magazzini.

## Educazione medica

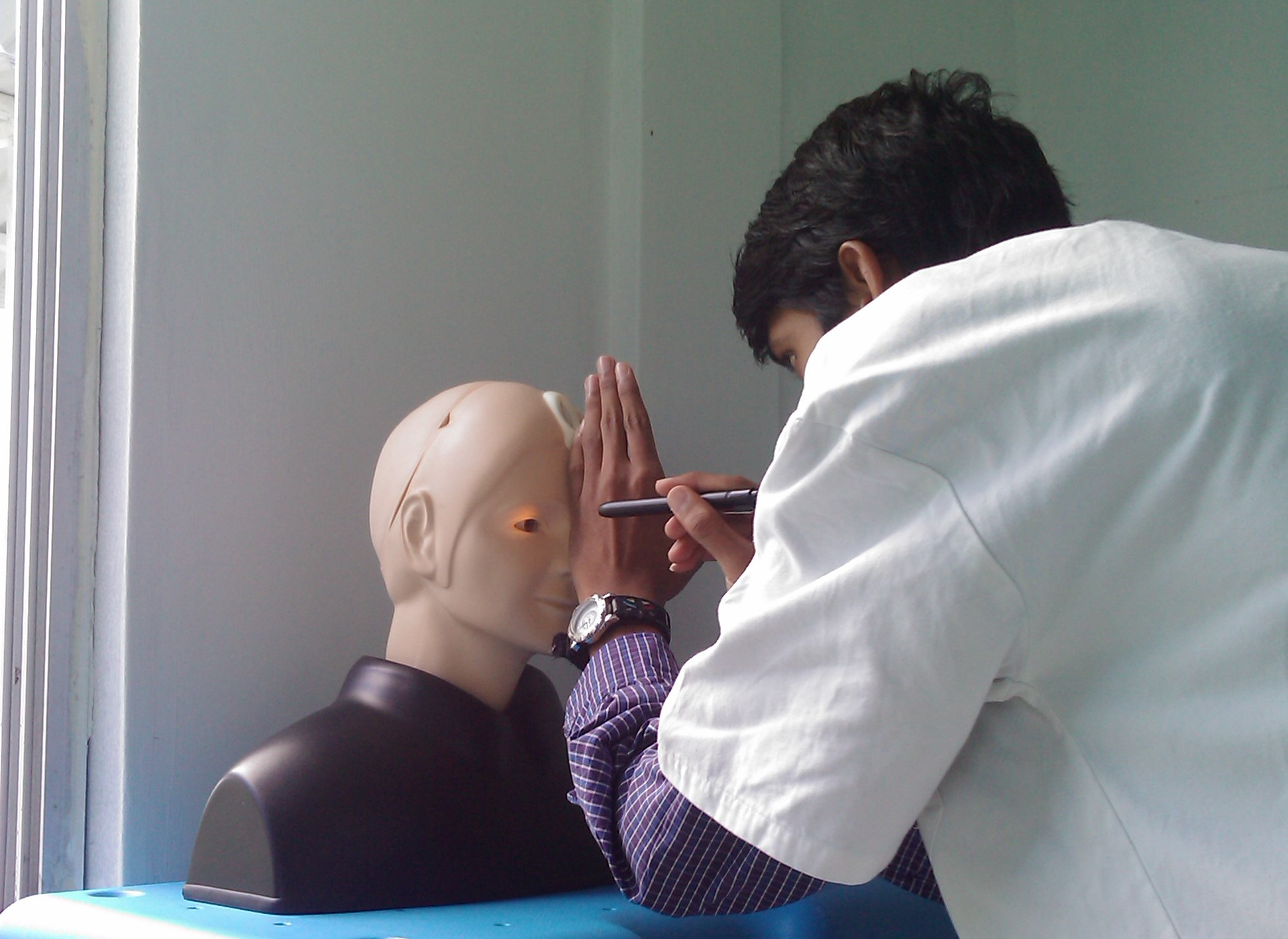
Uno studente di medicina esegue una visita oculistica su un manichino a Mauritius.

Modelli anatomici come i manichini in avorio venivano usati dai medici nel XVII secolo per studiare l'anatomia medica e come sussidio didattico per la gravidanza e il parto. Ogni figura poteva essere aperta per rivelare organi interni e talvolta feti. Ci sono solo 180 antichi manichini medici sopravvissuti conosciuti in tutto il mondo.
Oggi, i manichini di simulazione medica, i modelli o gli artefatti correlati come SimMan, il manichino anatomico trasparente o Harvey sono ampiamente utilizzati nell'educazione medica. Questi sono a volte indicati anche come pazienti virtuali (termine usato per descrivere le simulazioni al computer interattive utilizzate nell'educazione sanitaria).
Nei corsi di primo soccorso, i manichini possono essere utilizzati per dimostrare i metodi di erogazione del primo soccorso (ad es. rianimazione). I vigili del fuoco e la guardia costiera utilizzano manichini per esercitarsi nelle procedure salvavita. I manichini hanno una distribuzione del peso simile a quella di un essere umano. Per scopi simili sono stati realizzati anche speciali manichini obesi e manichini che riproducono cavalli.
L'eccessiva dipendenza dai manichini prodotti in serie è stata criticata per aver insegnato agli studenti di medicina un'ipotetica "media" che non li aiuta a identificare o comprendere la quantità significativa di variazione normale, detta anche variabilità umana o variazione umana (ossia l'intervallo di valori possibili per qualsiasi caratteristica, fisica o mentale, degli esseri umani) osservata nel mondo reale.

## Uso militare
L'uso militare dei manichini è registrato tra gli antichi cinesi, come durante l'assedio di Yongqiu (attuale contea di Qi, Kaifeng) nel 756 d.C. durante la ribellione di An Lushan, da parte dei ribelli An Lushan contro l'esercito Tang. Tale esercito mise degli spaventapasseri lungo le mura dei loro castelli per attirare il fuoco delle frecce nemiche. In questo modo incrementarono le loro scorte di frecce. I manichini venivano usati anche nelle trincee durante la prima guerra mondiale per attirare i cecchini nemici lontano dai soldati.
Un rapporto della Central Intelligence Agency (CIA) descrive l'uso di un manichino ("Jack-in-the-Box") come misura di contro-sorveglianza, intesa a rendere più difficile per il controspionaggio del paese ospitante per tracciare il movimento degli agenti della CIA che si atteggiano a diplomatici. Un "Jack-in-the-Box" (un manichino che rappresenta la metà superiore di un essere umano) sostituirebbe rapidamente un agente della CIA dopo che egli ha lasciato l'auto guidata da un altro agente e si è allontanato, in modo che qualsiasi agente del controspionaggio che monitora tale auto possa credere che sia ancora in macchina.

## Manichino da belle arti

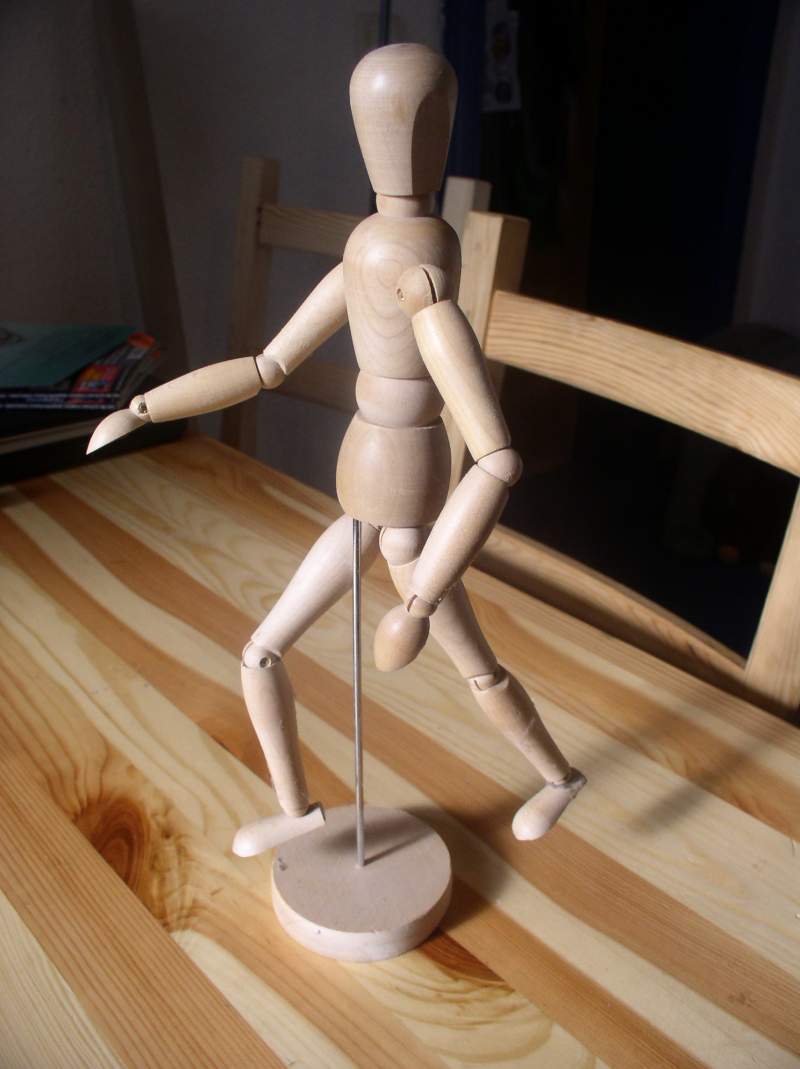
Manichino snodato

Chiamato anche manichino snodato è un modello in scala del corpo umano realizzato in legno con delle giunture che ne permettono il posizionamento in pose particolari ma perfettamente compatibili con la fisiologia umana. Viene utilizzato dagli artisti, principalmente pittori e scultori, per realizzare delle riproduzioni di figure umane in cui la posizione del corpo e degli arti risulta naturale. Il manichino snodato è realizzato in legno ed ha delle giunture che riproducono, nella forma e nelle possibilità di movimento, quelle umane. In questo modo si possono riprodurre diverse posizioni umane tutte naturali e reali.
I manichini erano un motivo frequente nelle opere di molti artisti del primo Novecento, in particolare i pittori metafisici Giorgio de Chirico, Alberto Savinio e Carlo Carrà. Le vetrine dei negozi che espongono manichini erano un soggetto fotografico frequente per Eugène Atget.
I manichini (spesso molto realistici) sono stati usati anche nel cinema, soprattutto nell'horror e nella fantascienza.

## Manichini per stiratura
Esistono in commercio manichini per stiratura, in cui l'utente appoggia ad esempio una camicia, una giacca, una maglietta, un paio di pantaloni, eccetera su un manichino elettronico che ha un sistema di nebulizzazione del vapore, un motore soffiante e un surriscaldatore che permette la stiratura dei vestiti in alternativa al classico ferro da stiro.